# Heide Rosendahl
	Heidemarie „Heide” Rosendahl, po mężu Ecker (ur. 14 lutego 1947 w Hückeswagen) – zachodnioniemiecka lekkoatletka, która specjalizowała się w skoku w dal oraz pięcioboju.
Dwukrotna olimpijka: Meksyk 1968 oraz Monachium 1972. Podczas swojego drugiego występu na igrzyskach zdobyła trzy medale: złoto w skoku w dal i sztafecie 4 × 100 metrów oraz srebro w pięcioboju. Złota medalistka uniwersjady w Turynie (1970) w skoku w dal – ustanowiła wówczas rekord świata. Trzy razy stawała na podium mistrzostw Europy. Wielokrotna rekordzistka RFN w skoku w dal (pięć rekordów), pięcioboju (sześć rekordów), sztafecie 4 × 100 metrów (dwa rekordy), biegu na 100 m przez płotki (jeden rekord), a także w biegu na 200 metrów (jeden rekord). Reprezentantka Niemiec Zachodnich oraz medalistka mistrzostw kraju. Rekordy życiowe: 100 metrów – 11,45 s (1972); 200 metrów – 22,96 s (3 września 1972, Monachium); 100 m przez płotki – 13,1 s (3 lipca 1970, Zurych); skok w dal – 6,84 m (3 września 1970, Turyn); pięciobój – 5399 pkt. (13 września 1970, Stuttgart).
Po zakończeniu kariery, w latach 1976–1990, pracowała jako trenerka w klubie Bayer Leverkusen. Od 1993 do 2001 była członkinią Niemieckiego Związku Lekkiej Atletyki. Żona koszykarza Johna Eckera i matka tyczkarza Danny’ego Eckera.

## Osiągnięcia
| Rok  | Impreza                     | Miejsce   | Konkurencja | Lokata                  | Wynik        |
| ---- | --------------------------- | --------- | ----------- | ----------------------- | ------------ |
| 1966 | Europejskie igrzyska halowe | Dortmund  | skok w dal  | 3. miejsce              | 6,49         |
| 1966 | Mistrzostwa Europy          | Budapeszt | pięciobój   | 2. miejsce              | 4785 pkt     |
| 1967 | Europejskie igrzyska halowe | Praga     | skok w dal  | 2. miejsce              | 6,41         |
| 1968 | Igrzyska olimpijskie        | Meksyk    | skok w dal  | 8. miejsce              | 6,40         |
| 1970 | Halowe mistrzostwa Europy   | Wiedeń    | skok w dal  | 2. miejsce              | 6,55         |
| 1970 | Uniwersjada                 | Turyn     | skok w dal  | 1. miejsce              | 6,84 WR, NUR |
| 1970 | Uniwersjada                 | Turyn     | 4 × 100 m   | 3. miejsce              | 45,4         |
| 1970 | Uniwersjada                 | Turyn     | 100 m       | eliminacje – 2. miejsce | 11,6         |
| 1970 | Finał pucharu Europy        | Budapeszt | skok w dal  | 1. miejsce              | 6,80         |
| 1971 | Halowe mistrzostwa Europy   | Sofia     | skok w dal  | 1. miejsce              | 6,64         |
| 1971 | Mistrzostwa Europy          | Helsinki  | pięciobój   | 1. miejsce              | 5299 pkt     |
| 1971 | Mistrzostwa Europy          | Helsinki  | skok w dal  | 3. miejsce              | 6,66         |
| 1972 | Igrzyska olimpijskie        | Monachium | skok w dal  | 1. miejsce              | 6,78         |
| 1972 | Igrzyska olimpijskie        | Monachium | 4 × 100 m   | 1. miejsce              | 42,81 WR     |
| 1972 | Igrzyska olimpijskie        | Monachium | pięciobój   | 2. miejsce              | 4791 pkt     |